# 1978 في إسرائيل
فيما يلي قوائم الأحداث التي وقعت خلال عام 1978 في إسرائيل.

## سياسة

### تعيين في المنصب
- 10 يناير – حاييم لاندو وزير بدون حقيبة وزارية.
- 29 مايو – إسحاق نافون رئيس إسرائيل.
- 14 سبتمبر – عساف ياجوري عضو الكنيست [الإنجليزية]‏.

### انتهاء فترة المنصب
- 2 يناير – حاييم يوسف صادوق عضو الكنيست [الإنجليزية]‏.
- 31 مارس – مردخاي غور رئيس الأركان العامة (إسرائيل).
- 18 أبريل – إسحاق نافون عضو الكنيست [الإنجليزية]‏.
- 24 مايو – إفرايم كاتسير رئيس إسرائيل.
- 14 سبتمبر – عساف ياجوري عضو الكنيست [الإنجليزية]‏.
- 15 سبتمبر – مائير عاميت وزير الاتصالات الإسرائيلي  [لغات أخرى]‏.

## أفلام
من الأفلام التي صدرت هذه السنة في إسرائيل:
- 1 يناير – مصاصة ليمون من إخراج بوعز دافيدسون.

## كتب
من الكتب التي صدرت هذه السنة في إسرائيل:
- 1 يناير – خربة خزعة من تأليف إس يزهار.

## مواليد

### يناير
- 1 يناير – رنا رسلان
- 1 يناير – قيس ناشف ممثل إسرائيلي.
- 1 يناير – نيل دراكمان
- 4 يناير – ألون شتاين لاعب كرة سلة إسرائيلي.

### فبراير
- 28 فبراير – هشام سليمان

### أبريل
- 16 أبريل – نوام أوكون لاعب كرة مضرب إسرائيلي.

### يونيو
- 28 يونيو – ميخال بيران سياسية إسرائيلية.[1]

### أغسطس
- 5 أغسطس – هاريل ليفي لاعب كرة مضرب إسرائيلي.

### سبتمبر
- 20 سبتمبر – سريت حداد مغنية إسرائيلية.[2]

### نوفمبر
- 22 نوفمبر – ديفيد بن دايان لاعب كرة قدم إسرائيلي.[3]

### ديسمبر
- 2 ديسمبر – تسيبي هوتوفلي سياسية إسرائيلية.[4]
- 4 ديسمبر – ميري بن آري موسيقية أمريكية.[5]
- 8 ديسمبر – نجوان درويش

## وفيات

### مارس
- 28 مارس – وديع حداد (مواليد 1927)[6]